# Szabó András (jogász)
Szabó András (Radnót, Románia, 1928. február 19. – Pilisborosjenő, 2011. július 30.) magyar jogász, kriminológus, egyetemi tanár, a Magyar Tudományos Akadémia rendes tagja. A magyarországi kriminológiai tudomány neves képviselője. Nevéhez fűződik az alkotmányos büntetőjog fogalmának megalapozása. 1990 és 1998 között az Alkotmánybíróság tagja.

## Életpályája
Fiatalon beíratták marosvásárhelyi kadétiskolába, de a középiskolát a Marosvásárhelyi Református Kollégiumban végezte, itt is érettségizett 1946-ban. Ezt követően beiratkozott a kolozsvári Bolyai Tudományegyetemre. 1947-ben ajánlólevéllel Budapestre került, de a katonai behívó miatt nem tudta folytatni egyetemi tanulmányait. Politikai tiszti gyorstalpalón vett részt, majd áthelyezték a szolnoki ejtőernyős zászlóaljhoz. Mivel nem volt hajlandó vallani egy elöljárója ellen, eltávolították a hadseregből. 1950-ben tudta folytatni egyetemi tanulmányait az Eötvös Loránd Tudományegyetem Állam-és Jogtudományi Karán, ahol 1953-ban szerzett jogi diplomát.
Hallgatóként a büntetőjogi tanszék demonstrátora volt, de Kádár Miklós akkori tanszékvezető nem vállalta a politikai felelősséget foglalkoztatásáért, így Szabó Imre hívására az MTA Állam- és Jogtudományi Intézete munkatársa lett. Az 1950-es években az Intézet (az első Nagy Imre-kormány alatt) a törvényességi kormánybizottságba delegálta, majd a büntető törvénykönyv reformját elkezdő bizottságban is dolgozott. 1956-ban a XII. kerületi nemzetőrség parancsnoka volt, vezetésével fegyverezték le a Maros utcai kormányőrséget. Emiatt a forradalom leverése után internálták, illetve vizsgálati fogságba helyezték. Innen 1959-ben szabadult, az Állam- és Jogtudományi Intézet ismét felvette. 1989-ben a büntetőjogi és kriminológiai osztály vezetőjévé nevezték ki. A rendszerváltás idején az Ellenzéki Kerekasztal büntetőjogi bizottságának elnöke volt (Hack Péterrel és Kutrucz Katalinnal együtt). 1986-ban a József Attila Tudományegyetemen (ma: Szegedi Tudományegyetem) címzetes egyetemi tanárává avatták. 1992-ben vette át egyetemi tanári megbízását. 1998-ban vonult nyugdíjba.
1990-ben az Országgyűlés az Alkotmánybíróság tagjává választotta. Alkotmánybíróként ő dolgozta ki az alkotmányos büntetőjog koncepcióját az úgynevezett Zétényi–Takács-féle törvény alkotmányossági vizsgálata során. 1998-ban, hetvenedik életévének betöltése után nyugdíjba vonult.
1965-ben védte meg állam- és jogtudományi kandidátusi, 1978-ban pedig akadémiai doktori értekézését. 1990-ben az MTA Állam- és Jogtudományi Bizottságának lett tagja. 1997 és 1998 között az MTA közgyűlési képviselője volt. 1998-ban a Magyar Tudományos Akadémia levelező, 2004-ben pedig rendes tagjává választották meg. Emellett a Magyar Kriminológiai Társaság egyik alapító tagja volt, 1988-ban annak elnökévé választották, mely tisztséget 2004-ig töltött be. 2000-ben a Nemzetközi Bűnügyi és Büntetőjogi Alapítvány elnöke lett. A montréali Összehasonlító Kriminológiai Intézet tudományos tanácsának is tagja volt.

## Munkássága
Kutatási területe a fiatalkorúak büntetőjoga és bűnözése, a kriminológia, a bűnözés településhálózati megoszlása és ennek társadalmi-gazdasági vetülete, valamint a büntetőjog és az Alkotmány viszonya.
A 20. század második felében a magyarországi kriminológiai tudomány egyik jelentős képviselője. 1978-as akadémiai doktori értekezésében a kriminológia szaktudományi művelésével foglalkozott, amely független az ideológiai és társadalomelméleti megközelítésektől, ezzel szakítva a marxista monopóliumával. Ennek köszönhetően vált Szabó a magyar kriminológiai tudomány egyik alapító atyjává. Nevéhez fűződnek például a szervezett bűnözést vizsgáló első magyarországi kutatások, ezeket irányította is. Az alkotmányos büntetőjog fogalmának megalapozásával és büntetőelméleti következményeinek levonásával, amelyhez összehasonlító elemzéseket is végzett, jelentős lépést tett a rendszerváltás utáni jogállam megerősítésében. Ezenkívül kimutatta a büntetőjogi rendszer emberi jogi és alkotmányos kötöttségeit.

## Díjai, elismerései
- Akadémiai Díj (1973, 1978)
- Vámbéry-díj (arany fokozat, 1986)
- Viski László-díj (arany fokozat, 1992)
- A Magyar Köztársasági Érdemrend középkeresztje a csillaggal (1998)
- 1956-os emlékérem

## Főbb publikációi
- A fiatalkorúak és a büntetőjog (1961)
- Társadalmi-gazdasági fejlődés és a fiatal korosztályok bűnözése (1972)
- A bűntett és büntetése (1979)
- Bűnözés – ember – társadalom (1980)
- A visszaeső bűnözés prognózisa 1980–85-ös évekre (1980)
- A büntetőjog reformja (1992)
- Igazságosan vagy okosan? Jogtudományi értekezések (1993)
- Jogállami forradalom és a büntetőjog alkotmányos legitimitása (2000)
- Alkotmány és büntetőjog. Székfoglaló előadások a Magyar Tudományos Akadémián (2000)
- A büntetőjogi hagyomány időszerűsége. Székfoglaló előadások a Magyar Tudományos Akadémián (2013)